# Европско првенство у атлетици на отвореном 1978 — скок увис за мушкарце
Скок увис у мушкој конкуренцији на 12. Европском првенству у атлетици 1978. одржано је 1. и 2. септембра на Стадиону Евжена Рошицког у Прагу (Чехословачка) .
Титулу освојену у Риму 1974 није бранио Јеспер Теринг из Данске.

## Земље учеснице
Учествовало је 26 такмичара из 14 земаља. 
1. Белгија (3)
2. Грчка (1)
3. Западна Немачка (2)
4. Источна Немачка (2)
5. Италија (3)
6. Норвешка (1)
7. Пољска (1)
8. СССР (3)
9. Турска (1)
10. Уједињено Краљевство (2)
11. Француска (2)
12. Холандија (1)
13. Чехословачка (3)
14. Шведска (1)

## Рекорди
| Рекорди пре почетка Европског првенства 1978.     | Рекорди пре почетка Европског првенства 1978. | Рекорди пре почетка Европског првенства 1978. | Рекорди пре почетка Европског првенства 1978. | Рекорди пре почетка Европског првенства 1978. | Рекорди пре почетка Европског првенства 1978. |
| ------------------------------------------------- | --------------------------------------------- | --------------------------------------------- | --------------------------------------------- | --------------------------------------------- | --------------------------------------------- |
| Светски рекорд                                    | Владимир Јашченко                             | Совјетски Савез                               | 2,34                                          | Тбилиси, Совјетски Савез                      | 16. јун 1978.                                 |
| Европски рекорд                                   | Владимир Јашченко                             | Совјетски Савез                               | 2,34                                          | Тбилиси, Совјетски Савез                      | 16. јун 1978.                                 |
| Рекорди европских првенстава                      | Јеспер Теринг                                 | Данска                                        | 2,25                                          | Рим, Италија                                  | 4. септембар 1974.                            |
| Најбољи светски резултат сезоне                   | Владимир Јашченко                             | Совјетски Савез                               | 2,34                                          | Тбилиси, Совјетски Савез                      | 16. јун 1978.                                 |
| Најбољи европски резултат сезоне                  | Владимир Јашченко                             | Совјетски Савез                               | 2,34                                          | Тбилиси, Совјетски Савез                      | 16. јун 1978.                                 |
| Рекорди после завршеног Европског првенства 1978. |                                               |                                               |                                               |                                               |                                               |
| Рекорди европских првенстава                      | Владимир Јашченко                             | Совјетски Савез                               | 2,30                                          | Праг, Чехословачка                            | 2. септембар 1978.                            |

### Најбољи европски резултати у 1978. години
Десет најбољих европских такмичара 1978. године до почетка првенства (29. август), имали су следећи пласман на европској и светској ранг листи. (СРЛ).
| 1. | Владимир Јашченко    | Совјетски Савез | 2,34 | 16. јун    | 1. СРЛ  |
| 2. | Ролф Бајлшмит        | Источна Немачка | 2,31 | 1. јул     | 2. СРЛ  |
| 3. | Хенри Лаутербах      | Источна Немачка | 2,30 | 19. август | 3. СРЛ  |
| 4. | Руд Виларт           | Холандија       | 2,27 | 7. јул     | 6. СРЛ  |
| 4. | Александар Григорјев | Совјетски Савез | 2,27 | 22. јул    | 6. СРЛ  |
| 6. | Генадиј Бјелков      | Совјетски Савез | 2,26 | 16. јуn    | 9. СРЛ  |
| 6. | Карло Тренхарт       | Западна Немачка | 2,26 | 30. јун    | 9. СРЛ  |
| 8. | Станислав Молотилов  | Совјетски Савез | 2,25 | 7. мај     | 14. СРЛ |
| 8. | Јожеф Јамбор         | Мађарска        | 2,25 | 27. август | 14. СРЛ |

Такмичари чија су имена подебљана учествовали су на ЕП.

## Освајачи медаља
|                        |                           |                                 |
| Владимир Јашченко СССР | Александар Григорјев СССР | Ролф Бајлшмит · Источна Немачка |

## Сатница
| Датум        | Време | Коло          |
| ------------ | ----- | ------------- |
| 1. септембар | 9:45  | Квалификације |
| 2. септембар | 17:00 | Финале        |

## Резултати

### Квалификације
У квалификацијама било је 26 такмичара. Квалификациона норма за финале износила је 2,18 м (КВ) коју су прескочила 8 такмичара а 10 се пласирало на основу резултата (кв).
| Пласман | Група | Атлетичар             | Земља                       | Резултат | Белешке |
| ------- | ----- | --------------------- | --------------------------- | -------- | ------- |
| 1.      | -     | Ролф Бајлшмит         | Источна Немачка (Европском) | 2,18     | КВ      |
| 2.      | -     | Гај Моро              | Белгија                     | 2,18     | КВ      |
| 3.      | -     | Генадиј Бјелков       | СССР                        | 2,18     | КВ      |
| 4.      | -     | Владимир Јашченко     | СССР                        | 2,18     | КВ      |
| 5.      | -     | Карло Тренхарт        | Западна Немачка             | 2,18     | КВ      |
| 6.      | -     | Андре Шнајдер-Лауб    | Западна Немачка             | 2,18     | КВ      |
| 7.      | -     | Александар Григорјев  | СССР                        | 2,18     | КВ      |
| 8.      | -     | Бруно Бруни           | Италија                     | 2,18     | КВ      |
| 9.      | -     | Јацек Вшола           | Пољска                      | 2,15     | кв      |
| 10.     | -     | Вилијам Наштегел      | Белгија                     | 2,15     | кв      |
| 11.     | -     | Јиндрих Вондра        | Француска                   | 2,15     | кв      |
| 12.     | -     | Јосеф Храбал          | Чехословачка                | 2,15     | кв      |
| 13.     | -     | Марк Најлор           | Уједињено Краљевство        | 2,15     | кв      |
| 14.     | -     | Роман Моравец         | Чехословачка                | 2,15     | кв      |
| 15.     | -     | Еди Анис              | Белгија                     | 2,15     | кв      |
| 16.     | -     | Хенри Лаутербах       | Источна Немачка             | 2,15     | кв      |
| 17.     | -     | Руне Алмен            | Шведска                     | 2,15     | кв      |
| 18.     | -     | Терје Тотланд         | Норвешка                    | 2,15     | кв      |
| 19.     | -     | Родолфо Бергамо       | Италија                     | 2,10     |         |
| 20.     | -     | Paul Poaniewa         | Француска                   | 2,10     |         |
| 21.     | -     | Екрем Оздамар         | Турска                      | 2,10     |         |
| 22.     | -     | Жак Алети             | Француска                   | 2,10     |         |
| 23.     | -     | Василиос Пападимитриу | Грчка                       | 2,10     |         |
| 24.     | -     | Брајан Бургес         | Уједињено Краљевство        | 2,00     |         |
|         | -     | Руд Виларт            | Холандија                   | БП       |         |
|         | -     | Масимо ди Ђорђо       | Италија                     | БП       |         |

### Финале
Финале је одржано 2. септембра 1978. године.
| Пласман | Атлетичар            | Земља                | Резултат | Белешке |
| ------- | -------------------- | -------------------- | -------- | ------- |
|         | Владимир Јашченко    | СССР                 | 2,30     | РЕП     |
|         | Александар Григорјев | СССР                 | 2,28     | ЛРС     |
|         | Ролф Бајлшмит        | Источна Немачка      | 2,28     |         |
| 4.      | Хенри Лаутербах      | Источна Немачка      | 2,26     |         |
| 5.      | Карло Тренхарт       | Западна Немачка      | 2,21     |         |
| 6.      | Јацек Вшола          | Пољска               | 2,21     |         |
| 7.      | Андре Шнајдер-Лауб   | Западна Немачка      | 2,21     |         |
| 8.      | Јосеф Храбал         | Чехословачка         | 2,18     |         |
| 9.      | Гај Моро             | Белгија              | 2,18     |         |
| 10.     | Руне Алмен           | Шведска              | 2,18     |         |
| 11.     | Вилијам Наштегел     | Белгија              | 2,18     |         |
| 12.     | Јиндрих Вондра       | Француска            | 2,15     |         |
| 13.     | Бруно Бруни          | Италија              | 2,15     |         |
| 14.     | Генадиј Бјелков      | СССР                 | 2,15     |         |
| 15.     | Терје Тотланд        | Норвешка             | 2,15     |         |
| 16.     | Еди Анис             | Белгија              | 2,10     |         |
| 17.     | Роман Моравец        | Чехословачка         | 2,10     |         |
| 18.     | Марк Најлор          | Уједињено Краљевство | 2,10     |         |

## Укупни биланс медаља у скоку увис за мушкарце после 12. Европског првенства на отвореном 1934—1978.
|     | Земља                |    |    |    |    |
| --- | -------------------- | -- | -- | -- | -- |
| 1.  | Совјетски Савез      | 4  | 2  | 3  | 9  |
| 2.  | Шведска              | 4  | 2  | 1  | 7  |
| 3.  | Финска               | 1  | 2  | 3  | 6  |
| 4.  | Француска            | 1  | 1  | 1  | 3  |
| 5.  | Уједињено Краљевство | 1  | 1  | 0  | 2  |
| 6.  | Данска               | 1  | 0  | 0  | 1  |
| 7.  | Чехословачка         | 0  | 2  | 2  | 4  |
| 8,  | Норвешка             | 0  | 1  | 0  | 1  |
| 8,  | Румунија             | 0  | 1  | 0  | 1  |
| 10. | Италија              | 0  | 0  | 1  | 1  |
| 10. | Источна Немачка      | 0  | 0  | 1  | 1  |
|     | Укупно {11}          | 12 | 12 | 12 | 36 |

|    | Атлетичар      | Земља                |   |   |   |   |
| -- | -------------- | -------------------- | - | - | - | - |
| 1. | Калеви Коткас  | Финска               | 1 | 1 | 0 | 2 |
| 1. | Алан Патерсон  | Уједињено Краљевство | 1 | 1 | 0 | 2 |
| 1. | Кестутис Шапка | Совјетски Савез      | 1 | 1 | 0 | 2 |
| 4. | Јиржи Лански   | Чехословачка         | 0 | 2 | 0 | 2 |
| 5. | Стиг Петерсон  | Шведска              | 0 | 1 | 1 | 2 |